# Avenger (boek)
Avenger (de Wreker) is een thriller van de schrijver Frederick Forsyth die uitkwam in september 2003.

## Het verhaal
Calvin Dexter, de hoofdpersoon, wordt advocaat na als bouwvakker te hebben gewerkt en als "tunnelrat" in de oorlog in Vietnam te hebben gediend. Zijn dochter wordt geschaakt door een loverboy, en overlijdt aan zware mishandeling in een bordeel. Hij neemt wraak op de seksbende met behulp van zijn kennis uit het leger, en verhuurt zichzelf sindsdien sporadisch als "wreker" om "klussen" op te knappen.
Stephen Edmunds, een Canadese mijnmagnaat, huurt de Wreker in. Zijn kleinzoon Ricky is namelijk in Bosnië vermoord door de Servische militieleider Zoran Zilic, bendeleider, gangsterbaas en vertrouweling van Milosevic. De jongen verrichtte in Bosnië humanitair werk voor een stichting, liep de Servische paramilitairen tegen het lijf, en werd vervolgens vermoord samen met een aantal Bosnische kinderen. De Canadees wil dat de moordenaar van zijn kleinzoon voor de rechter wordt gebracht.
Cal Dexter gaat op zoek naar Zilic, die vlak voor de val van Milosevic naar het (fictieve) Zuid-Amerikaanse staatje San Martin is gevlucht. Daar geniet hij op een ranch een rustig leven onder bescherming van de CIA. De CIA, geleid door Paul Devereaux III, wil via hem namelijk niemand minder dan Osama bin Laden in de val lokken. Zilic zou een afgezant van Al Qaida op 20 september 2001 in Peshawar moeten ontmoeten waar hij een hoeveelheid uit Joegoslavië gestolen splijtstof zou verkopen. Daar zou hij tijdens de onderhandelingen ineens een hogere prijs moeten eisen, waarover de afgezant zou moeten communiceren met Bin Laden. Het mobiele signaal zou vervolgens getraceerd worden en een kruisraket zou naar die plaats worden afgevuurd om Bin Laden te doden. Devereaux walgt persoonlijk van Zilic maar ziet Bin Laden als een grotere dreiging. In zijn Jezuiten-filosofie is het acceptabel een klein kwaad te accepteren voor een groter goed, en is een preventieve aanval om een gevaar te stoppen gerechtvaardigd. Wanneer hij lucht krijgt van Dexters plannen besluit hij dat Dexter moet worden tegengehouden. Hij belast zijn rechterhand met de taak Zilic te beschermen.
Via misleidende technieken weet Dexter toch de ranch binnen te dringen en zelfs Zilic in zijn eigen vliegtuig te ontvoeren naar de Verenigde Staten. Het blijkt dat de CIA-agent die Devereaux had gestuurd om Zilic te bewaken in feite Calvin had getipt omdat hij eveneens een "tunnelrat" in Vietnam was en dus een oude strijdmakker van Dexter. Devereaux komt hier niet achter en vraagt zich aan het boek vertwijfeld af hoe een enkele man zijn meesterplan zo vakkundig in de war kon hebben geschopt.
Het boek eindigt op 10 september 2001. Hiermee wordt gehint dat Devereux zijn meesterplan al vanaf het begin tot mislukken was bedoeld omdat hij zelf door Bin Laden om de tuin was geleid: de zogenaamde aankoop was door Al Qaida opgezet als afleidingsmanouvre om hun werkelijke plan, de aanslagen van 11 september 2001, te maskeren.

## Subplots
Zoals vaak in Forsyths boeken, zijn ook in Avenger een aantal subplots verwerkt.
- De kleinzoon van de magnaat Stephen Edmunds, de 18-jarige Ricky Colenso, gaat in de zomer na zijn eindexamen als vrijwilliger naar Bosnië om te helpen. Als hij samen met een Bosnische medewerker een groep kinderen vindt, overlevenden van een moordpartij, lopen ze ook de moordenaars tegen het lijf, een Servische paramilitaire groep. Als diens leider, Zilic, het oudste meisje neerschiet walgt Ricky daar zo van dat hij de man een vuistslag verkoopt. Uit wraak vermoordt Zilic de jongen door hem in een beerput te verdrinken en doodt daarna ook de Bosnische medewerker en de kinderen.
- Deze Servische paramilitaire leider, Zoran Zilic is een vertrouweling van Milosevic, die die zich vanuit de achterbuurten van Belgrado via de georganiseerde misdaad heeft opgewerkt. Na Bosnië trekt hij met zijn Wolven naar Kosovo om ook daar te plunderen en te moorden. Als Milosevic´ positie verzwakt sluit hij een deal met de CIA: in ruil voor zijn medewerking om Osama bin Laden te doden, helpen ze hem ontsnappen en bieden ze hem een luxe schuilplaats.
- Milan Rajak, een Servische jongen, wil zijn vaderland dienen en sluit zich bij Zorans Wolven in Bosnië aan. Hij is zodoende getuige van het uitmoorden van een moslimgehucht en de daaropvolgende moord op Rickey, de hulpverlener en de overlevende kinderen. Na de moordpartij vertrekt hij, maar hij durft uit angst voor Zilic niet te praten. Hij is echter zwaar getraumatiseerd, en als Milosevic eindelijk gevallen is en hij zelf ongeneeslijk ziek blijkt, neemt hij contact op met een door Edmunds ingehuurde spoorzoeker.
- Als advocaat helpt Dexter Washington Lee, een zwarte jongen die op aanklacht van een bank is gearresteerd. De jongen blijkt een natuurlijke aanleg voor computers te hebben en heeft de computer van de bank gehackt en zodoende geld gestolen. Dexter overreedt de bank de aanklacht in te dienen en dit jonge genie als computerbeveiliger in te huren: beter een zeikerd in je tent die naar buiten zeikt dan een zeikerd buiten die naar binnen zeikt. Voor Lee betekent dit de uitweg uit de armoede, en hij is Dexter zielsdankbaar en helpt hem nadien met het opsporen van Zilic. In een latere novelle van Forsyth, The Fox, komt een soortgelijk plot voor.
- Tijdens een operatie in de Vietnamese tunnels raakt Dexter met een Vietcong-majoor slaags, die hem hete olie in het gezicht gooit. De majoor, Nguyen Van Tran, heeft zich bij de Vietcong aangesloten omdat hij de alternatieven (aanvankelijk de Fransen, nadien de Zuid-Vietnamese regering) erger achtte. Na de overwinning wordt hij echter in een kamp opgesloten omdat hij de onderdrukking bekritiseerde. Met zijn vrouw vlucht hij naar de VS en doet zich als Cambodjaan voor. Dexter, werkzaam als advocaat, wordt hem bij toeval toegewezen en weet zijn verblijfsstatus te bevestigen. Nadien voegt hij er wel aan toe dat die kom hete olie wel heel erg pijn had gedaan. De dankbare Vietnamees helpt hem met een vermomming en valse documenten.